# الرقاصة
الرُقَاصَة، مدينة وبلدية تابعة إقليميا إلى دائرة الرقاصة ولاية البيض الجزائرية.

## أصل التسمية
سميت بهذا الاسم نظرا لأنها بنيت على مكان مصفح كان يسمى بالرقاص وهذا المكان توجد فوقه الآن مدرسة بلهواري الحاج إبراهيم الابتدائية أقدم مدرسة بهذه المدينة.

### الموقع الجغرافي
تقع الرقاصة شمال ولاية البيض، ويحدها كل من:
- شمالا: ولاية تيارت وولاية سعيدة.
- جنوبا: بلدية البيض.
- شرقا:بلدية الشقيق
- غربا:بلدية بوقطب وبلدية الكاف الاحمر

### المناخ
مناخها شبه قاري جاف، حار صيفا وبارد وجاف شتاء.

## المنشآت القاعدية
تحتوى على مسجدين مسجد قديم مالك ابن انس ومسجد حديث النشاة قي طور الإنجاز بها اربع ابتدائيات ومتوسطتين وثانوية بها معالم اثرية أهمها القصر الأحمرا لذي يشهد على بشاعة فرنسا تعتبر رمز الكفاح والمناضلة بفضل مجاهدين وزعماء امثال الطاهر بن الديب ومحمد لعمارى واخرون.

## الفلاحة
هي منطقة رعوية بالدرجة الألى تسكنها أكبر قبيلة في ولاية البيض وهم أولاد زياد والذين ينحدرون من سلالة الهلاليين الذين قدمو من المشرق العربي بعد الفتوحات الإسلامية، تقطنها 12000 نسمة أغلبهم موالون، أما الفلاحة فشبه منعدمة هي معزولة نوعا ما بسسب عدم مرور أي طرق وطني بها رغم أنها تحد أهم ولايتين شماليتين وهي أقرب نقطة لهما في ولاية البيض أي ولايتي سعيدة وتيارت لكن الحسابات السياسة والعروشية حالت دون مرور أي طريق وطني بها.

## وصلات أخرى

### وصلات داخلية
- دائرة الرقاصة
- ولاية البيض

### وصلات خارجية
- إذاعة البيض الجهوية: الموقع الرسمي.
- الموقع الرسمي لولاية البيض.
- متوسطة ابن خلدون (البيض).